# Scotorythra goniastis
Scotorythra goniastis là một loài bướm đêm trong họ Geometridae.